# Calle Maître-Albert
Rue Maître-Albert es una calle ubicada en el distrito de Saint-Victor del V distrito de París.

## Ubicación y acceso
La calle Maître-Albert está cerca de la línea M 10 en la estación de Maubert - Mutualité, así como por las líneas de autobús RATP 24 47 86 87.

## Origen del nombre
Lleva este nombre en homenaje a Alberto Magno (1200-1280), destacado filósofo y teólogo católico medieval.

## Historia
Entre 1300 y 1313, esta calle está presente bajo el nombre de "calle perdida" (rue Perdue) así como en los mapas de París que datan del siglo XIV aparece bajo el mismo nombre, sin que se sepa la razón. También se le conoce como "calle perdida", en Le Dit des rues de París de Guillot de París así como en Rues de París en 1636 un manuscrito de 1636.
Se convierte en el siglo XVII en la "Calle Saint Michel" por la entrada principal al colegio de Chanac o Saint-Michel. Después de la integración del colegio Saint-Michel en el colegio Louis-le-Grand, en 1763, la calle retomó su nombre inicial de "Calle perdida" que conserva hasta la ordenanza real fechada el 5 de agosto de 1844 que le da el nombre "Rue Maître Albert".
Hasta el siglo XIX la calle comenzaba en la rue des Grands-Degrés y terminaba en la place Maubert; se encuentran en el antiguo distrito XII de París.

Los números de las calles estaban originalmente pintados en colores oscuros.

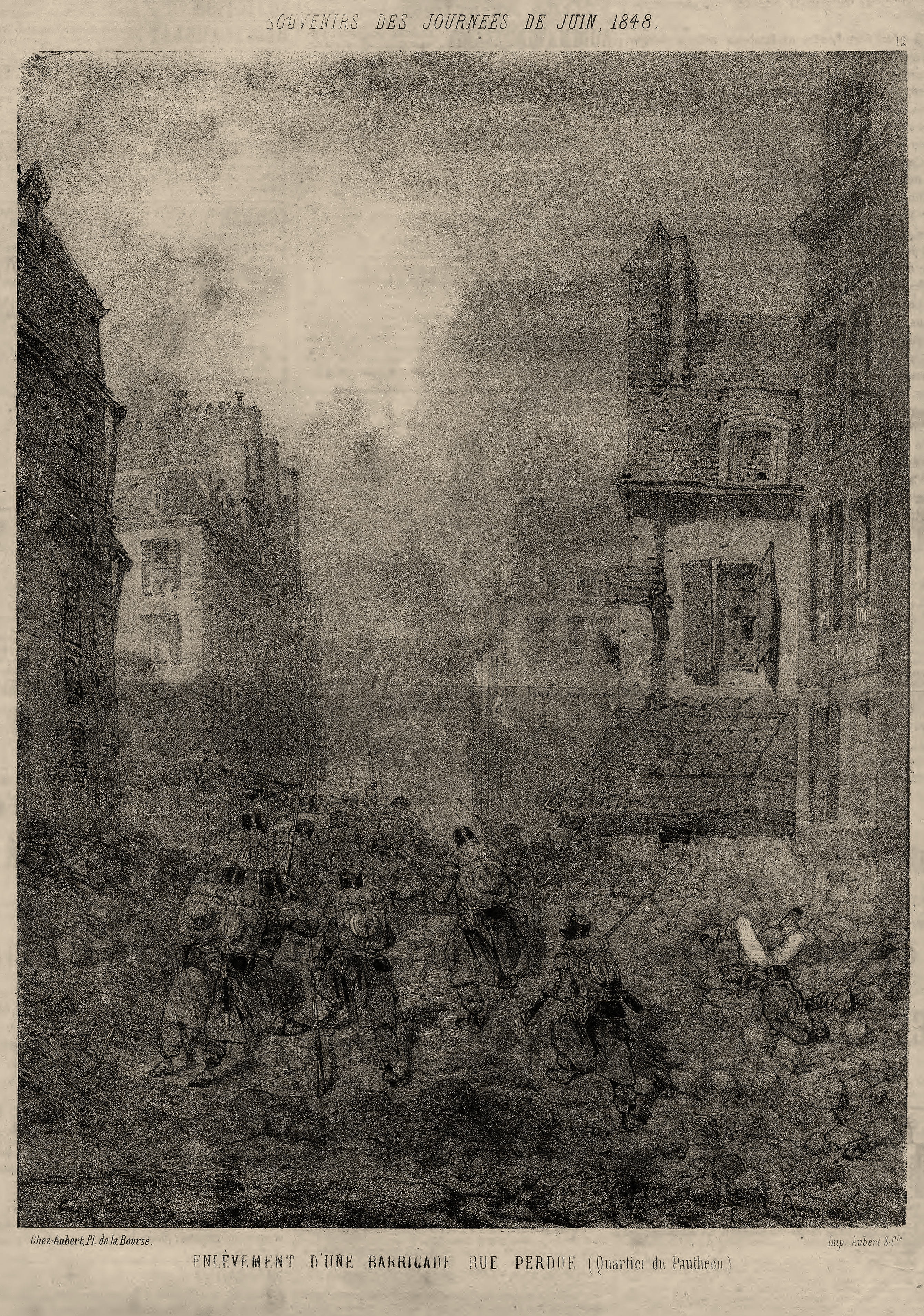
Eliminación de una barricada en la rue Perdue, distrito del Pantéon, durante los disturbios de junio de 1848.
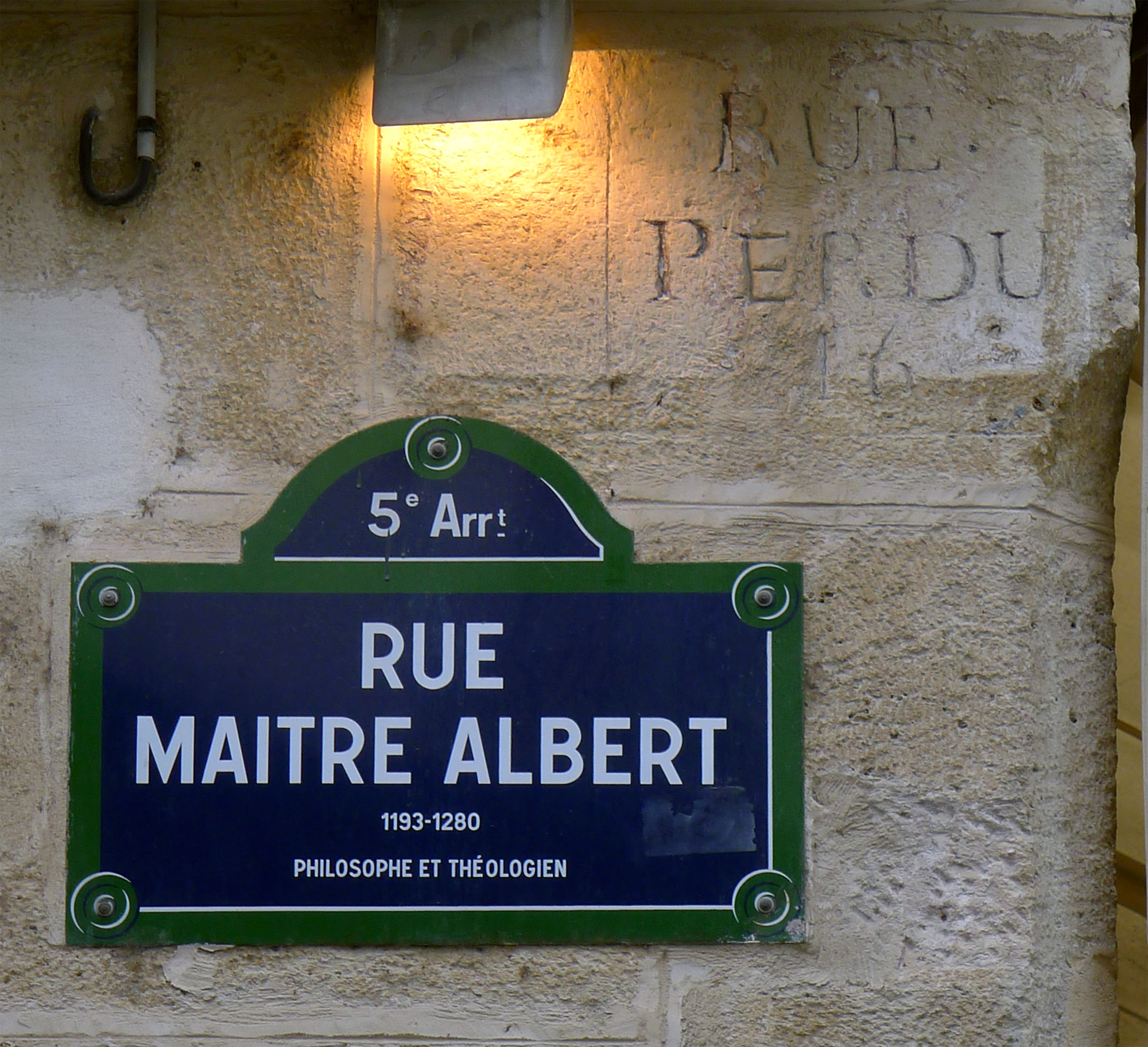
El antiguo nombre tallado y pintado en la piedra.
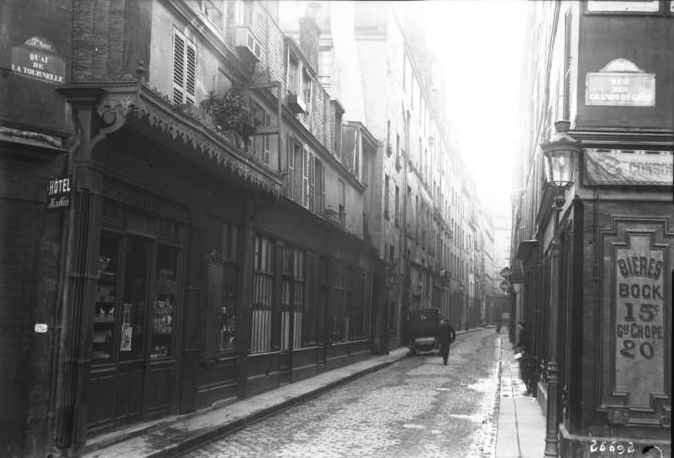
La calle en 1913, agencia de fotografía Rol.
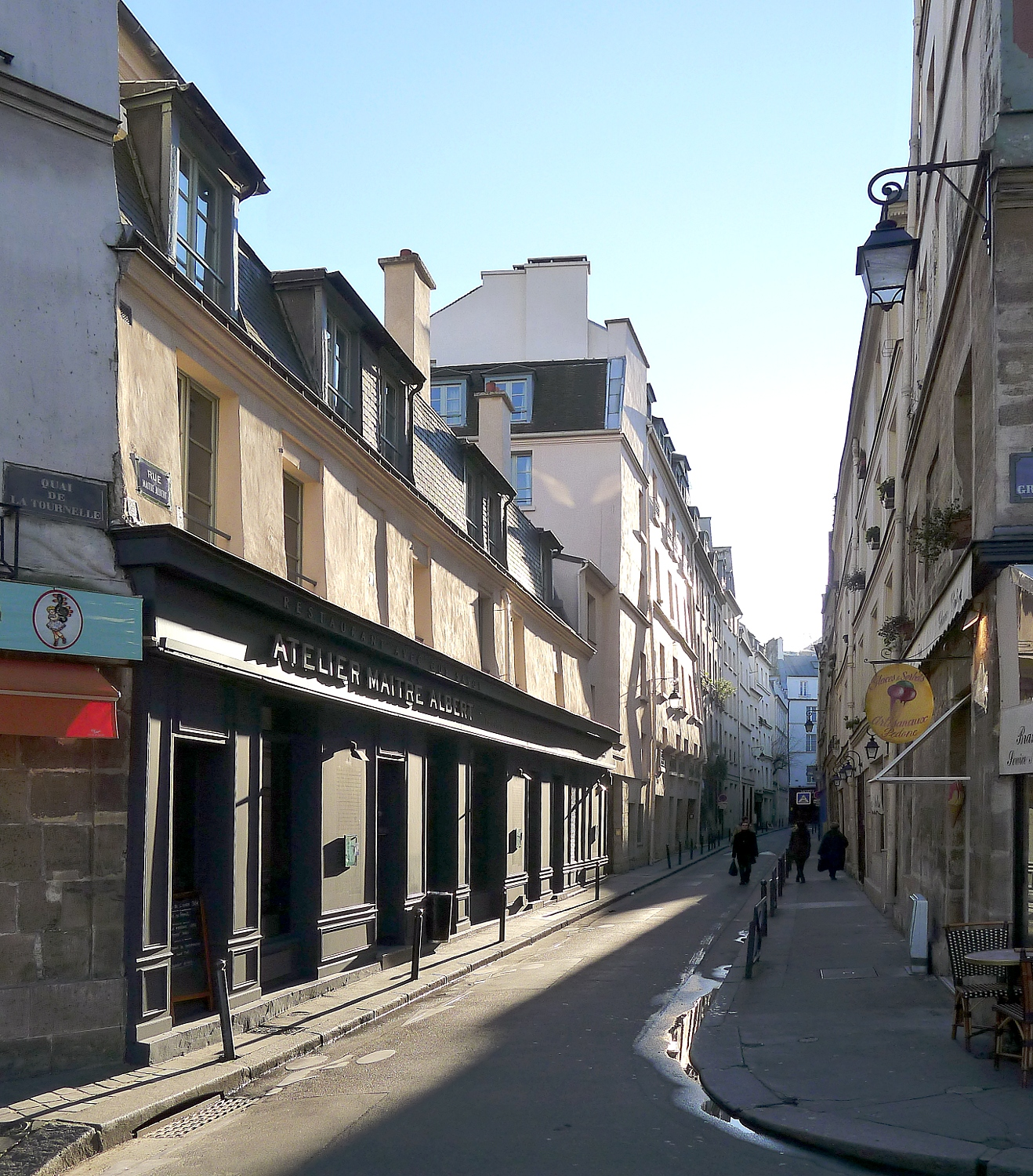
La calle en 2011.

## Edificios notables y lugares históricos
- Muchas de las casas que la flanquean datan de los siglos XVII y XVIII. El revolucionario Claude Fournier-L'Héritier, uno de los agitadores de las jornadas del 5 y 6 de octubre de 1789, corresponsable de una masacre de prisioneros en 1792, y alborotador hasta bajo Napoleón, que quedó en la indigencia, vivió en el nº 6.
- El nº 7, es una mansión que data de 1668.
- En el nº 13, en el segundo piso del edificio del patio, vivió y murió, el 7 de febrero de 1820, Zamor, paje esclavo de Madame du Barry.